# 杜有位
杜有位:63（1883年2月17日—1916年7月9日），也譯作杜有爲，越南裔法軍飛行員。他認爲是第一位越南飛行員。

## 生平
1883年2月17日，杜有位出生於法屬交趾支那堤岸（今屬胡志明市），是富豪杜有芳的第五子。

## 紀念
河內、西貢（今胡志明市）和峴港都曾有以杜有位命名的街道。:63
在當時屬於法國在殖民地的瓦赫蘭、阿爾及爾和卡薩布蘭卡也曾有以他的名字命名的道路。雖然摩洛哥已經在1956年從法國控制下獨立，在該國最大城市卡薩布蘭卡仍有一條街道以杜有位命名，以紀念他“在航空技術上的功績”。
2022年6月，巴黎市議會宣佈將巴黎第十六區的一座廣場正式命名爲杜有位廣場（Place Do-Huu-Vi）。

## 榮譽
- 法國榮譽軍團勳章騎士勳位[10][11]
- 摩洛哥紀念獎章（英语：Morocco commemorative medal (1909)）[10]
- 殖民勳章（法语：Médaille coloniale）[10]